# 淄河店站
淄河店站是一个胶济线上的铁路车站，位于山东省淄博市临淄区齐陵镇，建于1903年，目前为四等站，邮政编码为255430。目前客运：办理旅客乘降；行李、包裹托运；货运：办理整车货物发到。